# Aree naturali protette della Croazia
Le aree protette della Croazia sono suddivise tra parchi nazionali, parchi naturali e riserve naturali integrali. Ci sono 444 aree protette in Croazia, equivalenti al 9% del territorio nazionale. Esse includono: 8 parchi nazionali, 2 riserve e 11 parchi naturali.
L'area protetta più famosa e il più antico parco nazionale è il Parco nazionale dei laghi di Plitvice, iscritto anche nel siti patrimonio mondiale dell'umanità dell'UNESCO. Il parco naturale di Velebit Nature è iscritto nel Programma sull'uomo e la biosfera dell'UNESCO.
Le riserve naturali integrali e quelle speciali, così come i parchi nazionali e naturali, sono gestiti dal governo centrale, mentre altre aree protette sono controllate dalle Regioni della Croazia.
Nel 2005 è stata istituita la rete ecologica nazionale, come primo passo in preparazione dell'accesso nell'Unione Europea ed inclusione nella rete Natura 2000.
La superficie totale dei parchi nazionali è di 994 km², di cui 235 km² di area marina.
Per la manutenzione di ogni parco nazionale è stato istituito un apposito ente, sotto l'egida del ministero delle canservazione della natura e dello sviluppo spaziale. L'Istituto Statale per la Protezione della Natura gestisce la supervisione degli esperti.

## Parchi nazionali
Tutti gli 8 parchi nazionali croati sono localizzati nell'area carsica. 
| # | Nome                   | Foto | Superficie | Sito ufficiale                                                      | Anno di istituzione |
| - | ---------------------- | ---- | ---------- | ------------------------------------------------------------------- | ------------------- |
| 1 | Laghi di Plitvice      |      | 296,9 km²  | http://www.np-plitvicka-jezera.hr                                   | 1949                |
| 2 | Paklenica              |      | 95 km²     | https://web.archive.org/web/20150907233228/http://www.paklenica.hr/ | 1949                |
| 3 | Risnjak                |      | 63,5 km²   | http://risnjak.hr                                                   | 1953                |
| 4 | Meleda                 |      | 5,4 km²    | http://www.np-mljet.hr                                              | 1960                |
| 5 | Isole Incoronate       |      | 49,7 km²   | http://www.kornati.hr/                                              | 1964                |
| 6 | Brioni                 |      | 33,9 km²   | https://web.archive.org/web/20120521012924/http://www.brijuni.hr/   | 1983                |
| 7 | Cherca                 |      | 109 km²    | https://web.archive.org/web/20040923064623/http://www.npkrka.hr/    | 1985                |
| 8 | Velebit settentrionale |      | 109.0 km²  | http://www.np-sjeverni-velebit.hr                                   | 1999                |

## Parchi naturali
| #   | Nome                      | Foto | Anno di istituzione | Sito ufficiale                                                                                    |
| --- | ------------------------- | ---- | ------------------- | ------------------------------------------------------------------------------------------------- |
| 1.  | Kopački rit               |      | 1967                | Park prirode Kopački rit, su kopacki-rit.com (archiviato dall'url originale il 10 dicembre 2002). |
| 2.  | Papuk                     |      | 1999                | http://www.pp-papuk.hr                                                                            |
| 3.  | Lonjsko polje             |      | 1990                | http://www.pp-lonjsko-polje.hr/                                                                   |
| 4.  | Medvednica                |      | 1981                | http://www.pp-medvednica.hr                                                                       |
| 5.  | Žumberak-Samoborsko gorje |      | 1999                | http://www.park-zumberak.hr/                                                                      |
| 6.  | Monte Maggiore (Učka)     |      | 1999                | http://www.pp-ucka.hr/                                                                            |
| 7.  | Velebit                   |      | 1981                | http://www.pp-velebit.hr/                                                                         |
| 8.  | Lago di Vrana             |      | 1999                | Parku prirode Vransko, su vransko-jezero.hr (archiviato dall'url originale il 25 giugno 2011).    |
| 9.  | Telašćica                 |      | 1988                | http://www.telascica.hr/                                                                          |
| 10. | Biocovo                   |      | 1981                | http://www.biokovo.com/                                                                           |
| 11. | Lagosta                   |      | 2006                | http://pp-lastovo.hr/                                                                             |

## Riserve naturali integrali
- Bijele e Samarske stijene
- Hajdučki e Rožanski kukovi

## Riserve speciali
CI sono 80 riserve speciali in Croazia:
- 37 riserve forestali
- 22 riserve ornitologiche
- 9 riserve botaniche
- 2 riserve ittiche
- 2 riserve ittiche ed ornitologiche
- 2 riserve zoologiche
- 2 riserve marine
- 1 riserva geologica e paleontologica
- 1 riserva paleontologica
- 1 riserva geografica e botanica
- 1 riserva botanica e zoologica